# Grafing (Sauerlach)
Grafing ist ein Ortsteil der oberbayerischen Gemeinde Sauerlach im Landkreis München. 

## Geographie
Das Dorf liegt südlich des Hauptorts sowie nördlich von Lochhofen.

## Infrastruktur
Die heutige Staatsstraße 2573 (ehem. Bundesstraße 13) führt östlich am Ortsrand vorbei. Die Buslinie 223 verbindet Grafing, Lochhofen und Arget mit dem Hauptort Sauerlach und damit mit der Münchner S-Bahn.
| Linie | Verlauf |
| ----- | --- |
| 223   | Sauerlach (Bahnhof) – Sauerlach, Martinstraße – Grafing – Lochhofen, Bavariastraße – Lochhofen, Michelistraße – Arget, Finkenweg – Arget, Oberhamer Straße – Arget, Holzkirchner Straße – Lochhofen, Abzw. – Grafing, Neubauerweg – Sauerlach, Martinstraße – Sauerlach (Bahnhof), Sauerlach, Schule – Sauerlach, Ludwig-Bölkow-Straße – Sauerlach, Robert-Bosch-Straße – Sauerlach, Mühlweg |